# Arbre généalogique universel
 (avril 2020).
Un arbre généalogique universel est un arbre généalogique regroupant dans une base de données unique tous les individus issus des résultats des recherches de généalogistes.

## Définition
Le libellé arbre généalogique universel s'est progressivement imposé[réf. souhaitée], même si les termes « arbre généalogique unique », « arbre généalogique commun » ou « arbre généalogique collectif » sont parfois utilisés. Une formulation plus courte (arbre universel) est employée, par souci d'économie langagière, mais elle prête à confusion. En effet, l'expression est largement usitée par les adeptes d'ésotérisme New Age[réf. à confirmer],, les passionnés de sagas des littératures de l'imaginaire ou de jeux vidéo et encore dans le contexte d'une démarche artistique, scientifique ou pseudo-scientifique ,. De même, le raccourci « arbre unique » est ambigu.
La question de la pertinence ou du bien-fondé d'un arbre réunissant toute l'humanité est parfois soulevée. Est-ce techniquement réalisable? Est-ce utopique? Si l'absence de documents empêche de toute évidence d'atteindre cet objectif, les progrès scientifiques récents en génétique permettent des espoirs liés à l'ADN avec le développement de la généalogie génétique.

## Historique

### Contexte
La dispersion des recherches et la multiplicité toujours croissante des supports de diffusion sur le web sont un défi reconnu[Qui ?].

### Lacunes des  "outils"
Les généalogistes se sont heurtés, à quatre principaux écueils :
- la juxtaposition[13] infinie de sites ou blogs personnels. Comment vérifier ce qui est devenu obsolète ou si la dernière mise à jour intègre les données les plus fiables ?
- l'accumulation par additions successives.
- la profusion de publications doublons[réf. à confirmer][14].
- la perte de temps dans la recherche et la saisie des données (avec mise en ligne), que d'autres passionnés (animés par la même motivation pour communiquer leurs travaux) ont réalisées aussi[réf. à confirmer][15], mais sur des sites ou des pages tous plus différents les uns que les autres[réf. à confirmer][16].

## Différents types d'«arbres universels»
On distingue trois modes de gestion, même si parfois pour certains produits ou services, cette classification peut-être floue.

### Gestion centralisée ou pyramidale
Les ajouts de données ne sont pas libres. L'administrateur du site, seul ou en équipe (comme les responsables d'une association), collecte les informations nouvelles et ne les intègre à la base commune que si elles sont jugées recevables et cohérentes.

### Gestion non hiérarchisée et collective
L'apport de nouvelles données est parfaitement libre. La base est autogérée par la communauté des contributeurs. En cas de désaccord, il est fait appel à une recherche de consensus, comme le fonctionnement de Wikipédia.

### Gestion par invitation oucooptation
Le fonctionnement de la base s'apparente à celui d'un réseau social.

## Liste non exhaustive d'arbres généalogiques universels
- Familypedia, qui permet de créer des pages wiki pour chaque individu et de le relier aux individus apparentés. Les arbres sont à créer comme des articles. Il contient 311 000 articles de contenu, et 32 utilisateurs actifs[17],
- Geni qui a été fondé en 2006 et appartient à MyHeritage, présente un arbre universel de 185 millions d'individus connectés[18],
- Ghezibde qui est principalement destiné aux familles des Flandres et des Ardennes[19]
- Ompda[20],
- Rodovid qui contient 1,4 million de fiches-personnes, et qui est accessible dans une vingtaine de langues[21],
- Roglo, base de données utilisant GeneWeb, contenant un peu moins de 10 millions de personnes,
- WeRelate, site anglophone[22], avec son « arbre familial unifié » nommé Pando[23].
- WikiTree, site anglophone[24].

## Pour approfondir